# Битва при Цорндорфі
Битва при Цорндорфі під час Семирічної війни відбулася 25 серпня 1758 року між російськими військами під командуванням графа Вілліма Фермора та прусською армією під командуванням короля Фрідріха ІІ. Битва була безрезультатною, обидві армії утримували свої позиції та претендували на перемогу. Місцем битви було прусське село Цорндорф (нині Сарбіново, Польща).

## Семирічна війна
Хоча Семирічна війна була глобальним конфліктом, вона була особливо інтенсивною на європейському театрі внаслідок нещодавно завершеної Війни за австрійську спадщину (1740—1748). Аахенський мир 1748 року надав Фрідріху ІІ, відомому як Фрідріх Великий, процвітаючу провінцію Сілезія як наслідок Першої та Другої Сілезьких війн. Імператриця Марія-Терезія підписала договір, щоб виграти час для відновлення своїх військових сил і створення нових союзів; вона мала намір відновити панування в Священній Римській імперії, а також у Сілезькій провінції. У 1754 році ескалація напруженості з Великою Британією в Північній Америці надав Франції можливість подолати британське панування в атлантичній торгівлі. Бачачи можливість повернути свої втрачені території та обмежити зростаючу владу Пруссії, Австрія відклала старе суперництво з Францією, щоб сформувати нову коаліцію. Зіткнувшись із таким поворотом подій, Велика Британія сформувала союз із Прусським королівством; цей союз охоплював не лише території британського короля, які перебували в персональній унії, включаючи Ганновер, але також і території його родичів у Ганноверському королівстві і Гессен-Кассельському ландграфстві. Ця серія політичних маневрів стала відомою як Дипломатична революція.
На початку війни Фрідріх ІІ мав одну з найкращих армій у Європі: будь-яка рота його війська могли робити принаймні чотири залпи на хвилину, а деякі п'ять. До кінця 1757 року хід війни складався добре для Пруссії та погано для Австрії. Пруссія здобула вражаючі перемоги в битвах при Росбаху і Лойтені, а також відвоювала частини Сілезії, які відійшли до Австрії. Потім пруссаки пройшли на південь до австрійської Моравії. Британія також направила 7000–9000 військових для посилення армії шурина Фрідріха, герцога Фердинанда Брауншвейг-Вольфенбюттельського. Фердинанд витіснив французів з Ганновера та Вестфалії і знову захопив порт Емден у березні 1758 р. Він перетнув Рейн, викликавши загальну тривогу у Франції. Незважаючи на перемогу Фердинанда над французами в Битві при Крефельді і короткочасну окупацію Дюссельдорфа, успішне маневрування чисельніших французьких військ змусило його відступити назад за Рейн.
Після битви при Коліні, витіснивши пруссаків з Богемії влітку 1757 року, та успішної кампанії восени, в якій прусський генерал-лейтенант Август Вільям зазнав поразки в битві при Бреслау (22 листопада 1757), однак незабаром Пруссія перехопила ініціативу, коли Фрідріх переміг спочатку французів у Росбаху, а потім австрійців у Лойтені. У серпні 1758 р. союзник Австрії Росія вторглася в Східну Пруссію. 42 590 солдат під командуванням Вілліма Фермора на відстані 100 км від Берліна були готові приєднатися до австрійців під проводом Леопольда Йозефа фон Дауна. Король Фрідріх розумів, що об'єднання сил його ворогів означатиме падіння Берліна, і, вирішивши перешкодити їхнім планам, рушив у російський тил. Фермор, який тоді облягав Кюстрін (зараз Костшин-над-Одрою, Польща), дізнався про цей маневр з вилазки козаків. Він зняв облогу і зайняв позицію в Цорндорфі, 10 км на північний схід від Кюстріна. Наприкінці літа бої закінчилися нічиєю. Жоден із ворогів Пруссії, здавалося, не хотів робити рішучих кроків, щоб переслідувати Фрідріха в серці Пруссії.
Поки Фердинанд утримував французів у Рейнської області, Пруссії довелося боротися зі Швецією, Росією та Австрією. Залишалася ймовірність того, що Пруссія втратить Сілезію на користь Австрії, Померанію на користь Швеції, Магдебург на користь Саксонії та Східну Пруссію на користь Речі Посполитої чи Росії: для Пруссії це був абсолютно жахливий сценарій.
У 1758 році Фрідріх був стурбований наступом росіян зі сходу і вирушив протистояти йому. На схід від річки Одер у Ноймарку прусська армія чисельністю 36 000 чоловік зустрілася з російською армією чисельністю 42 590 чоловік під Цорндорфом 25 серпня 1758 року.

## Місцевість
Цорндорф — це чимале містечко у торф'яній пустелі, повній нерівних ялиць, вересів і культивованих місць, схожих на світло-зелені острівці серед темного пустиру. У середині XVIII століття воно було повне боліт. Зрештою прусси тут побудували міцну широку дорогу, але про це навіть не мріяли в 1758 році, коли місцевість характеризувалася болотистими басейнами та напівостровом приблизно 5-6 км від річки Одер і приблизно 15 метрів над річкою. Томас Карлайл, який об'їздив землю 100 років потому, дослідив деякі зі старих записів: він назвав ці болота «витоками» приблизно 2–3 милі завширшки, здебільшого бездонні та сплетені млявими струмками та застійними басейнами. Цорндорф лежить на вершині цього болота з майже непрохідною місцевістю.

## Битва
25 серпня піхота Фрідріха атакувала російський «Обсерваційний корпус», який складався лише з молодих призовників. Росіянам вдалося втриматися, поки знаменита кавалерія Фрідріха Вільгельма фон Зейдліца не вступила в бій. Російська кавалерія вступила в бій з пруссаками, але була розбита і змушена тікати до рядів російської піхоти, яка, збита з пантелику хмарами пилу та гарматного диму, прийняла їх за пруссаків і відкрила артилерійський вогонь.
Тим часом піхота Фрідріха обрушилася на лівий фланг російської армії. Фрідріх мав намір повторити маневр з концентруванням сил на одному фланзі, який забезпечив йому перемогу в битві при Лойтені, але оскільки російські війська не змогли відступити через болота в тилу, і лівий фланг армії Фрідріха також не зміг закрити російські позиції через несприятливий рельєф та успішний опір росіян, битва мала характер надзвичайно кривавого лобового зіткнення армій ворогів у вузькому полі бою.
Під час наступного зіткнення в обох сторін швидко закінчився порох і вони вступили в рукопашний бій. Коли деякі з прусських батальйонів показали ознаки втоми, Фрідріх сам повів їх у атаку. Сучасники описували битву як найкривавішу у XVIII столітті. Один прусський офіцер повідомляв, що «тіла росіян вкривали поле ряд за рядом; вони цілували свої гармати, поки їхні тіла були розсічені на частини нашими шаблями, але вони все одно не відступали». Після битви Фрідріх заявив, що «росіян легше вбити, ніж перемогти».

## Підсумки

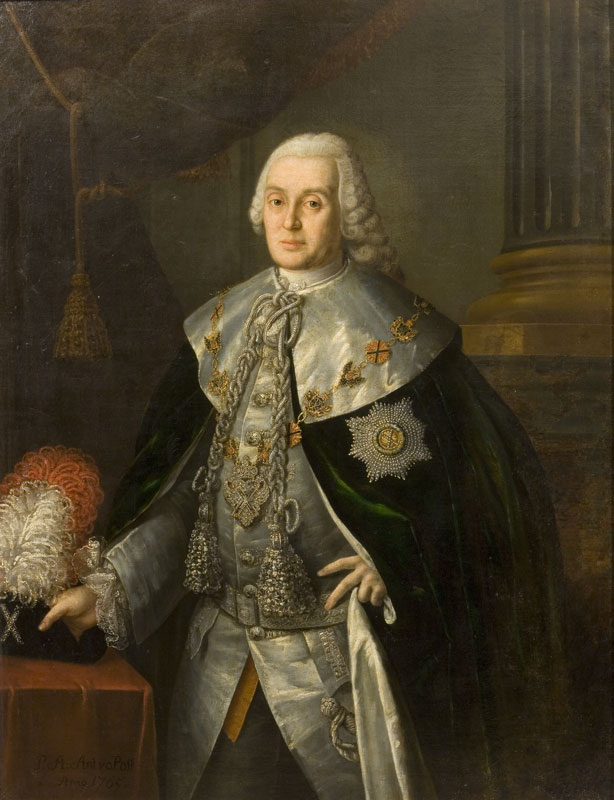
Віллім Фермор, російський командир у битві

Пруссаки втратили 11 390 чоловік і відразу заявили, що росіяни налічували 70 000 чоловік і втратили загалом від 20 000 до 22 000. Через два дні вони заявили, що перемогли 80 000 чоловік і вбили 26 000; зрештою це завищене число зросло до 30 000 загиблих у листі Фрідріха до його сестри. Реальні втрати росіян становили близько 16 000 чоловік, і це все ще значна кількість. Те, що росіяни зазнали таких великих втрат і не відступили, залишило слід на прусських солдатах і самому Фрідріху. Перед битвою він вважав російську армію слабшою за свою, але в цій битві росіяни виявилися сильнішими супротивниками, ніж вважав Фрідріх. Битва виявилася безрезультатною: жодна зі сторін не відступила з поля бою, обидві могли оголосити себе переможцями.
Росіяни не мали іншого вибору, як залишити регіон, через потребу великих обсягів постачання, чого не було в сільській місцевості. Пруссаки все ще мали свої запаси, але загалом вони були в тому ж становищі, що й росіяни. Тим не менш, Фрідріх завершив битву, заволодівши місцевістю, з недоторканими лініями зв'язку та мобільними бойовими силами. Росіяни також мали суперечки з австрійцями. Посланник з Відня, перебуваючи в російському таборі, поставив під сумнів компетентність Фермора. Фермор відповів приниженням можливостей австрійців, які не надіслали йому на допомогу навіть допоміжний корпус. Натомість австрійці готувалися до наступу на Саксонію проти слабшої армії, яку Фрідріх залишив під командуванням свого молодшого брата Принца Генріха. Австрійці просувалися настільки повільно, що Генріх та його армія вже пішли, коли прибули австрійці. Все, чого їм вдалося досягти за час відсутності Фрідріха, це захопити незначну прусську фортецю та гарнізон із 1400 осіб. Навіть цей подвиг був скромним і досягнутий військами Священної Римської імперії («Reichsarmee»), а не австрійськими.
Після битви Фрідріх відвів свою кінноту, щоб зупинити їх безперервні сутички з російськими козаками, тим самим дозволивши російській армії відновити контакт із їхніми обозами. Вважаючи себе переможцем, Фермор надіслав тріумфального листа до Санкт-Петербурга, зібрав свої війська у дві колони та рушив до Ландсбергу, щоб з'єднатися з військами графа Петра Рум'янцева.  Почувши новини про битву, три столиці союзників, Санкт-Петербург, Відень і Париж, святкували перемогу. Коли Фермор пішов, Фрідріх дуже хотів оголосити це відступом, хоча насправді росіяни не втікали і йшли в ідеальному порядку, не турбуючись про залишки прусських військ. Пруссаки слідували за ними, але утрималися від наступної атаки. Цей відступ не дозволив росіянам дістатися своїх австрійських союзників і дозволив Фрідріху визнати битву як його перемогу, також популярна думка в історіографії XIX століття, але історики все ще сперечалися щодо результату.

## В культурі
Зображення Карла Ройхлінга 1904 року «Фрідріх Великий у битві під Цорндорфом перед фронтом полку фон Бюлова» стало широко сприйнятим символом ідеалу солдатського героїзму початку 20-го століття.

### Citations
1. ↑  Wilson, 2016, с. 478—479.
2. ↑  
Horn 1957, pp. 440–464; Black 1990, pp. 301–323; Berenger 2014, pp. 80–89.
3. ↑  Anderson, 2007, с. 302.
4. ↑  Asprey, 2007, с. 43.
5. ↑  Андерсон каже 7000, с. 301. Сабо каже 9 000.
6. ↑  
Szabo 2013; Anderson 2007.
7. ↑  Szabo, 2013, с. 195—202.
8. ↑  Simms, 2013, с. 120.
9. ↑  Asprey, 2007, с. 494—499.
10. ↑  Carlyle, 1888, с. 382.
11. ↑  
Füssel 2010, p. 46; Kunisch 2011, p. 391.
12. ↑  Kunisch, 2011, с. 390.
13. ↑  
Füssel 2010, p. 46; Kunisch 2011, p. 390.
14. ↑  Jarymowycz, 2008, с. 238.
15. ↑  Jarymowycz, 2008, с. 83.
16. ↑  Szabo, 2013, с. 167.
17. ↑  Hook, 2003, с. 83.
18. ↑  Szabo, 2013, с. 167—168.
19. ↑  Blanning, 2015, с. 247—258.
20. 1 2  Hook, 2003, с. 85.
21. ↑  Сабо, 2013, с. 169—170.
22. ↑  Сабо, 2013, с. 167.
23. ↑  
Kugler 1845, pp. 382–383; Macaulay 1882, p. 103; Робсон 1957, p. 474.
24. ↑  Füssel, 2010, с. 104—105.